# Olivier Bertrand (homme d'affaires)
Pour les articles homonymes, voir Olivier Bertrand et Bertrand.
Olivier Bertrand, né le 3 décembre 1969 à Pailherols dans le Cantal, est un homme d'affaires et chef d'entreprise français. Il est le fondateur et président-directeur général du groupe Bertrand.
En 2020, sa fortune professionnelle est estimée à 1,06 milliard d'euros.

## Biographie
Issu d'une famille de brasseurs auvergnats montés à Paris pour ouvrir des restaurants, Olivier Bertrand est le petit-neveu du fondateur de Bertrand SA, des limonadiers. N'ayant pas le bac, il commence à travailler comme équipier dans un restaurant Free Times, puis dans le secteur de la banque avant d'ouvrir une pizzeria et en 1994 le Chesterfield Café.
Après son service militaire, il occupe pendant trois années un emploi dans la banque. Durant cette période, il gère notamment des dossiers concernant des restaurants et des cafés. Cette expérience s’avérera structurante pour la suite de sa carrière entrepreneuriale. Il ouvre son premier restaurant, La Botte d’Italie, en 1991. Ce dernier est situé près de la porte Saint-Martin à Paris, à proximité de la gare du Nord. Il ouvrira par la suite deux autres restaurants avant de les revendre cinq ans plus tard pour développer, dès 1994, des bars-restaurants à thème. Selon Challenges, il était, en 2019, classé 207e au classement des 500 plus grandes fortunes françaises, celle-ci étant estimée à 400 millions d'euros.

### Groupe Bertrand
En 1997, il crée le groupe qui porte son nom, réseau indépendant de distribution de boissons, au service des cafés, hôtels, restaurants (CHR) et autres professionnels de la Consommation Hors Domicile (CHD).
À la tête du groupe, il mène à bien l’acquisition de Lipp, de Printemps Haussmann, de Terrasse Délicieux, du World Bar, de La Gare, de l'Île et d'Angelina Restaurant.
En 2009, il s'allie à FiduFrance, pour acquérir Caféin, Sedab et Vision CHD, filiales d’InBev France, troisième brasseur de France.
En 2010, les enseignes Au Bureau, Café Leffe et Irish corner rejoignent Bertrand Restauration.
En 2011, il joint également au portefeuille de son groupe, les restaurants L’Ile, le Fief, Ô Restaurant. En 2012, Olivier Bertrand mène à bien le partenariat avec Naxicap, pour monter un nouveau LBO.
En 2013, Olivier Bertrand prend les commandes de l'enseigne Burger King en France en master franchise (en) ; avec l’objectif de concurrencer McDonald's.
En septembre 2015, par l’intermédiaire de Burger King, Olivier Bertrand entre en négociation pour le rachat de l'enseigne Quick.
En décembre 2015, le Groupe indépendant Olivier Bertrand, déjà propriétaire de Burger King France, a procédé au rachat des 400 restaurants de la chaîne de restauration rapide Quick,.
En avril 2016, il acquiert également le groupe Frères Blanc, qui possède notamment Le Procope.
En mars 2017, Olivier Bertrand fait l'acquisition du Groupe Flo, comptant parmi ses enseignes Hippopotamus, Bistro Romain ainsi qu'un certain nombre de brasseries, notamment en région parisienne.

### Optimisation fiscale
En mai 2017, Olivier Bertrand est cité dans les Malta Files : il fait partie des grands patrons français possédant des yachts immatriculés dans le paradis fiscal de l'île de Malte à des fins d'optimisation fiscale. Le journal en ligne Mediapart et le réseau European Investigative Collaborations révèlent qu'il a fondé en 2008 deux sociétés maltaises, Oby Limited et B Boat Limited, lesquelles participent à un accord de leasing d'un yacht pour un montant total de 3,2 millions d'euros : ce procédé « consiste à faire acheter le bateau par une société, qui le loue à une seconde avant de le revendre pour de bon au propriétaire quelques années plus tard », ce qui permet de bénéficier d'un taux réduit de TVA (5,4 %) par rapport à ceux en vigueur en France (10 % avec leasing, 20 % sans),.